# Roger Verneaux
Roger Verneaux (1906-1997) est un prêtre catholique français, professeur de philosophie moderne, spécialiste de la pensée d’Emmanuel Kant et auteur de nombreux ouvrages.

## Biographie
Né à Saint-Quentin (Aisne) le 17 janvier 1906 et décédé le 10 février 1997.
Entré au Séminaire des Carmes, à Paris, en 1924, il a comme professeur de philosophie moderne Jacques Maritain. Il est ordonné prêtre le 4 avril 1931. Le 3 juin 1936, il soutient sa thèse de doctorat de philosophie sur « Les sources cartésiennes et kantiennes de l’idéalisme français », publiée aux Éditions Beauchesne. Il enseigne alors au séminaire de Soissons, avant d’être mobilisé en août 1939.
En juin 1944, il est nommé professeur titulaire de la chaire de Critique de la connaissance à la Faculté de philosophie de l’Institut catholique de Paris. Il quitte donc le séminaire de Soissons, et à cette occasion est nommé chanoine honoraire de la cathédrale par l’évêque Mgr Mennechet.
En janvier 1945, il soutient son doctorat d’État sur « L’idéalisme de Renouvier » et sur « Renouvier, disciple et critique de Kant », thèses publiées aux éditions Vrin. En 1965, on lui confie un cours de philosophie moderne sur Emmanuel Kant qui donnera lieu à la publication d’autres ouvrages. En 1969, il participe à la fondation de l’Institut de Philosophie Comparée (IPC), à Paris, aujourd’hui devenu IPC - Facultés Libres de Philosophie et de Psychologie, où il enseigne la philosophie moderne.
Durant sa carrière d'enseignant, il publie de nombreux travaux sur Kant, ainsi que des manuels d'histoire de la philosophie sans cesse réédités.
Il quitte l’Institut catholique de Paris en 1975, après trente ans d’enseignement, puis prend sa retraite de l’Institut de Philosophie Comparée en 1983. En 1989, il rejoint la Maison Notre-Dame de Saint-Quentin, où il passera le reste de sa vie.

## Itinéraire intellectuel
Durant son service militaire en 1927, le jeune Roger Verneaux est atteint d’une jaunisse qui l’immobilise pendant un mois. Il consacre ce temps à la lecture de la Somme contre les gentils de Thomas d’Aquin, et racontera plus tard que c’est cette lecture qui l’a orienté vers la philosophie réaliste.
Il écrit dès l'avant-propos de sa thèse de doctorat : « Toute l'érudition du monde ne fera jamais une philosophie, qui n'est rien sinon la vie et l'activité d'une pensée, un effort personnel de réflexion, un amour très pur de la vérité. »